# 613
613 (DCXIII) var ett normalår som började en måndag i den julianska kalendern.

## Händelser

### Okänt datum
- Isanapura blir huvudstad i Chenla.
- Muhammed börjar predika islam offentligt.

## Födda
- Wonch'uk, koreansk buddhistisk munk.
- Gregoria, bysantinsk kejsarinna.

## Avlidna
- Theoderik II, frankisk kung av Burgund sedan 596 och av Austrasien sedan 612
- 10 oktober – Sigibert II, frankisk kung av Burgund och Austrasien sedan Theoderik II:s död tidigare samma år
- Brunhilda, frankisk drottning och regent.